# Měď (minerál)
Měď, chemický vzorec Cu, je krychlový minerál, relativně nejhojnější ryzí kov vyskytující se v přírodě, zřejmě první prakticky využívaný na přechodu z mladší doby kamenné do doby bronzové (eneolit, též chalkolit, doba měděná). Jméno obecně slovanské, pův. snad podle starověké Médie (dnes v Turecku), odkud se kov dovážel do východní Evropy přes iónské osady na Černém moři, nebo také z perského slova "med," kterým Peršané tento kov označovali.

## Původ
V přírodě vzniká redukcí z roztoků např. v gosanu i v hlubších částech ložisek; sráží se na železných předmětech ve starých dolech. Největší množství ryzí mědi vzniká primárně z hydrotermálních roztoků. Ve formě jemných vtroušenin se vyskytuje v mnohých, zvláště bazických, vyvřelých horninách např. v serpentinizovaných peridotitech, dunitech a serpentinitech (možná zde vzniká rozpadem sulfidů s obsahem mědi). Vyskytuje se v dutinách melafyrů.

## Morfologie
Tvoří krystaly nejčastěji tvaru osmistěnu, krychle a dvanáctistěnu. Pravidelně vyvinuté krystaly jsou vzácné, obvykle jednosměrně vyvinuté, velikosti do 15 cm. Agregáty keříčkovité, drátkovité, pletené až pérovité, také kusová a vtroušená, ve formě plíšků, desek, písku, zrn a valounků. Vzácně pseudomorfuje kalcit, aragonit a kuprit.

## Vlastnosti

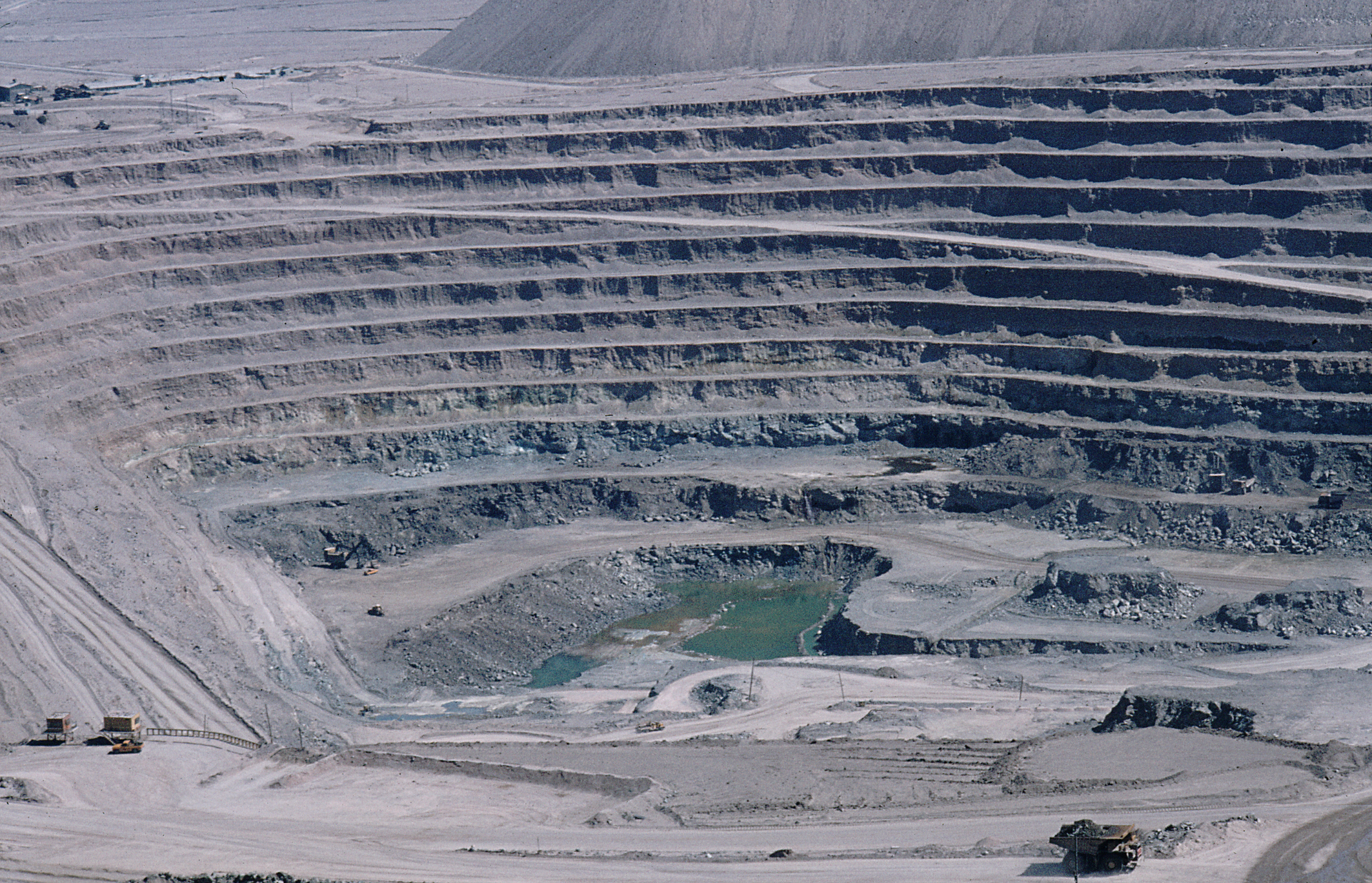
Pohled na povrchový důl mědi. Chuquicamata, Chile.

- Fyzikální vlastnosti: tvrdost 2,5-3, hustota 8,94-8,95 g/cm³, je kujná, štěpnost není patrná, lom hákovitý, lasturnatý. Velmi dobře vede elektrický proud a teplo. Před dmuchavkou se taví.
- Optické vlastnosti: Barva: světle červená, rychle matní na měděně červenou až hnědočervenou, někdy na povrchu pestře nabíhá a také bývá naběhlá do hněda. Na povrchu často vyvinuty druhotné minerály zelené barvy (vzniklé korozí). Lesk kovový, průhlednost: neprůhledný, vryp červený.
- Chemické vlastnosti: Složení: teoreticky Cu 100 %, příměsi Ag, As, Bi, Fe. Rozpouští se v kyselině dusičné za vzniku modrého roztoku dusičnanu měďnatého. Plamen barví zeleně, v přítomnosti chlóru blankytně modře.

## Parageneze
stříbro, chalkozin, bornit, kuprit, malachit, azurit, tenorit

## Získávání
Měděné rudy se těží zpravidla ve velkých povrchových dolech, které silně zasahují do tváře krajiny. Kovová měď se z rud (vesměs sulfidických) obohacených flotací získává hutními postupy (pražení aj. - viz měď - výroba).

## Využití
Díky své kujnosti a odolnosti proti korozi se používá jako střešní krytina, na okapy a svody dešťové vody, trubky pro rozvod vody ústředního vytápění. Dobré tepelné vodivosti se využívá při výrobě chladičů (v počítačích, průmyslových zařízeních), kotlů, kuchyňského nádobí. Elektrická vodivost mědi je využita v rozvodech elektřiny v bytech, v elektrotechnice na výrobu elektromotorů, integrovaných obvodů aj. Velký význam mají slitiny mědi s jinými kovy – bronz (měď + cín), mosaz (měď + zinek), alpaka (měď + nikl + zinek).
Měď je komoditní surovinou stejně jako např. kukuřice, zlato nebo ropa, se kterou se obchoduje na komoditních burzách.

## Naleziště
- V Čechách z melafyrů - Studenec[3], vrch Babka, Lomnice nad Popelkou[4] a Stav (u Staré Paky); rudních ložisek (Horní Slavkov[5], Tisová u Kraslic, Vrchoslav), Rokytnice nad Jizerou[6], Běloves u Náchoda; na Moravě Borovec (část Štěpánova nad Svratkou),[7] ve Slezsku pěkné ukázky ze Zlatých Hor (Modrá štola;[8] plechy a kusy o velikosti i 10 cm).
- Na Slovensku zejména z Bankova u Košic (keříčkovité agregáty 20 cm velké), poměrně hojná z Nandráže, na starých haldách ze Smolníku, v minulosti hojná ze Španí Doliny (Banská Bystřice).
- V Evropě Odenwald a Siegenland (Německo), Vareš (Bosna), Moldova (Rumunsko), Langban (Švédsko).
- Ve světě např. z Džezgazganu (Kazachstán), Mednorudjanska na Urale (Rusko), v exhalačních produktech vulkánu Tolbačik na Kamčatce, ložisko Burra-Burra (Jižní Austrálie), překrásné ukázky z melafyrů z poloostrova Keweenaw Point v Michiganu v USA, Coro-Coro (Bolívie).[7] Největší nalezený valoun ryzí mědi měl hmotnost přesahující 420 tun.